# Odlikovanja
Odlikovanja su znak priznanja zajednice za istaknute zasluge. Odlikovani mogu biti: pojedinci, ustanove, vojne jedinice, društva i organizacije. Neka odlikovanja donose posebne povlastice. Odlikovanja se dodjeljuju na velikim svečanostima kako bi se istaklo značenje tog čina. I medalje koje dobivaju sportaši svojevrsna su odlikovanja. Za prvo mjesto se dobiva zlatna, za drugo srebrna, a za treće brončana medalja. Najstarija su se odlikovanja dijelila za vojne zasluge, još prije više od tri tisućljeća. Bile su to rimske falere- metalne pločice koje su se nosile na prsima. Mnogo kasnije, tek u 15. stoljeću odlikovanja se pojavljuju u današnjim obliku, a dijele ih zapadnoeuropski vladari podložnim velikašima koji su ih bilo čim obavezali.